# Vodní nádrž Pothundi
Vodní nádrž Pothundi je zavlažovací přehrada nedaleko malé vesnice v okrese Pálakkát v indickém státě Kérala. Přehrada byla postavena v 19. století. Přehradní nádrž se nachází asi 8 kilometrů od města Nemmara, 42 kilometrů od města Pálakkátu a přibližně 17 kilometrů od města Nelliampathi.

## Hráz
Přehradní hráz je neobvyklá v tom, že je postavena bez běžného betonového jádra, které pomáhá odolávat tlakům mas vody zadržených přehradou. Je to druhá přehrada v Asii bez použití cementové směsi.

## Využití
Přehrada má pro oblast také přínos turistický, neboť okolí přehrady je pokryto horami a skalními útvary, které jsou hojně navštěvovány. Dále se přehrada využívá jako zdroj vody pro zemědělství.

## Galerie

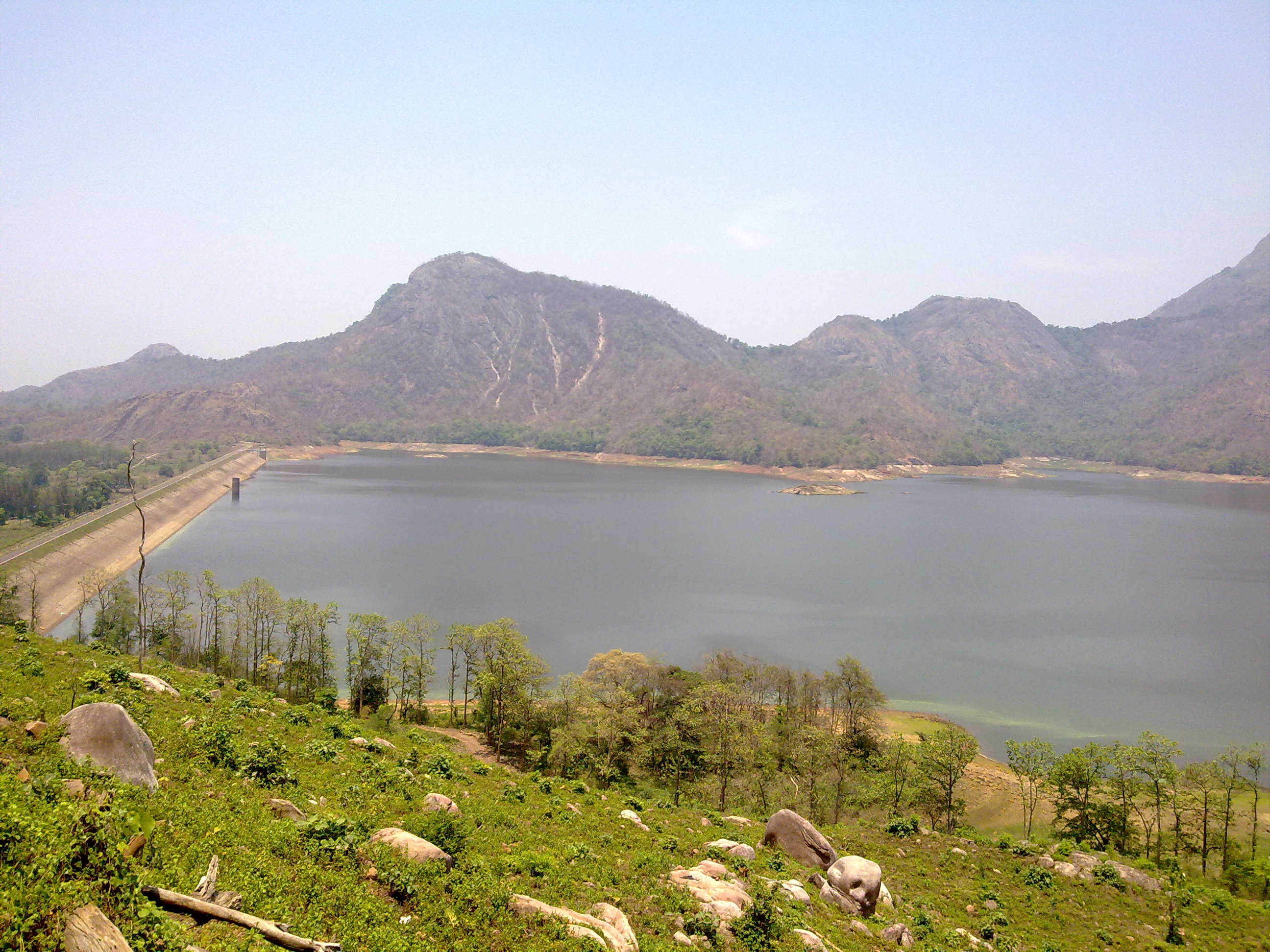
Přehradní jezero s přehradou.
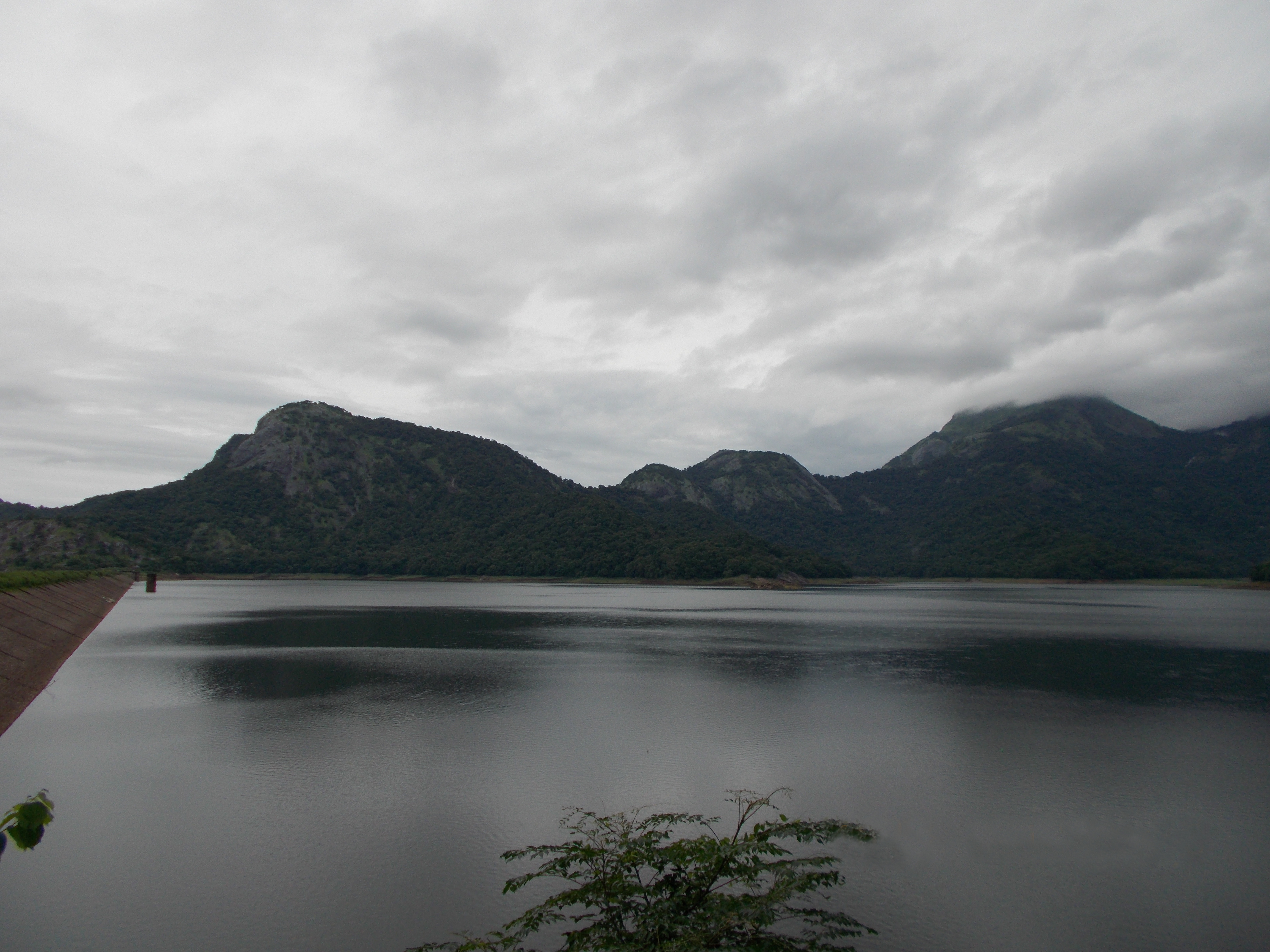
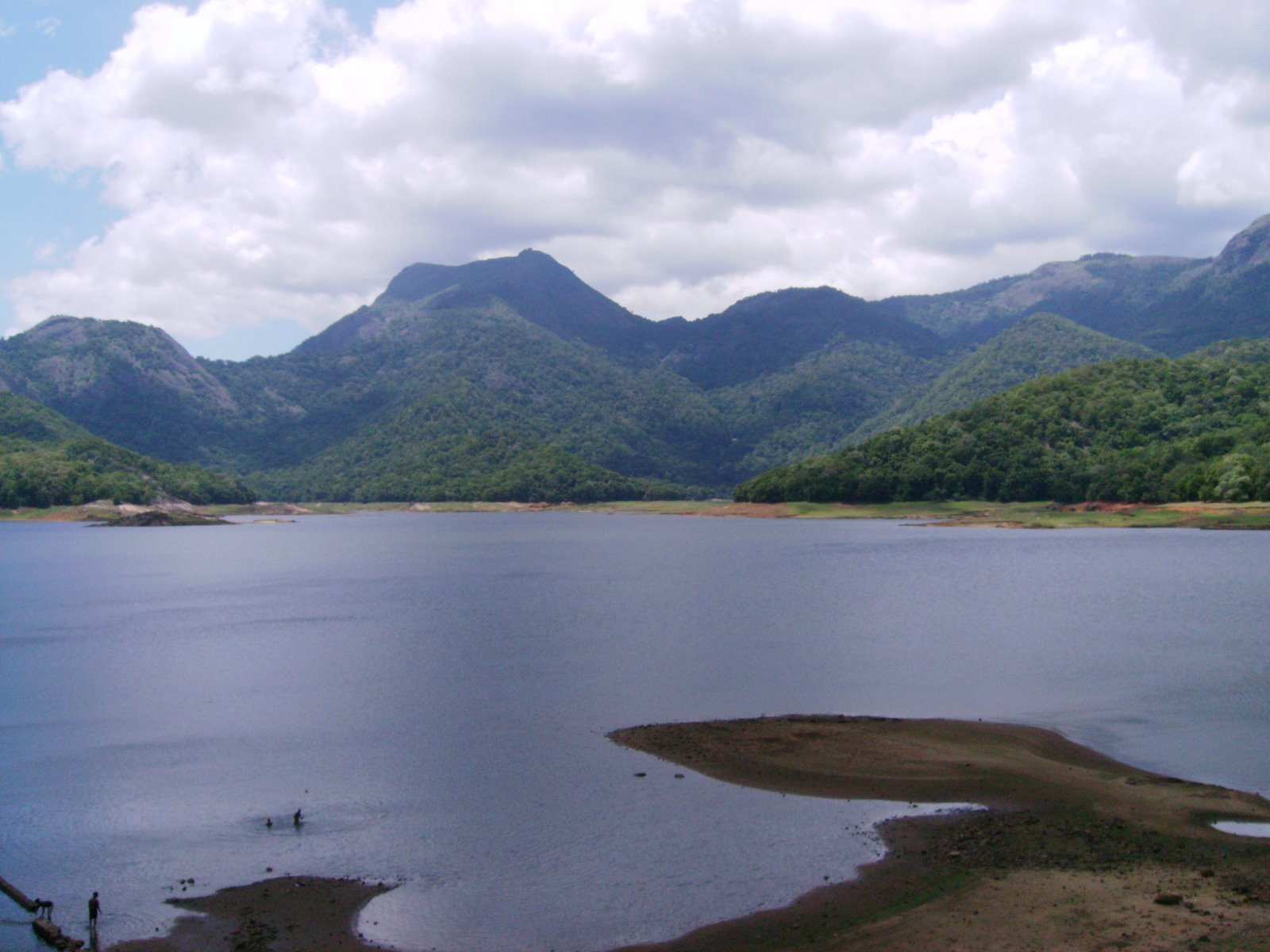
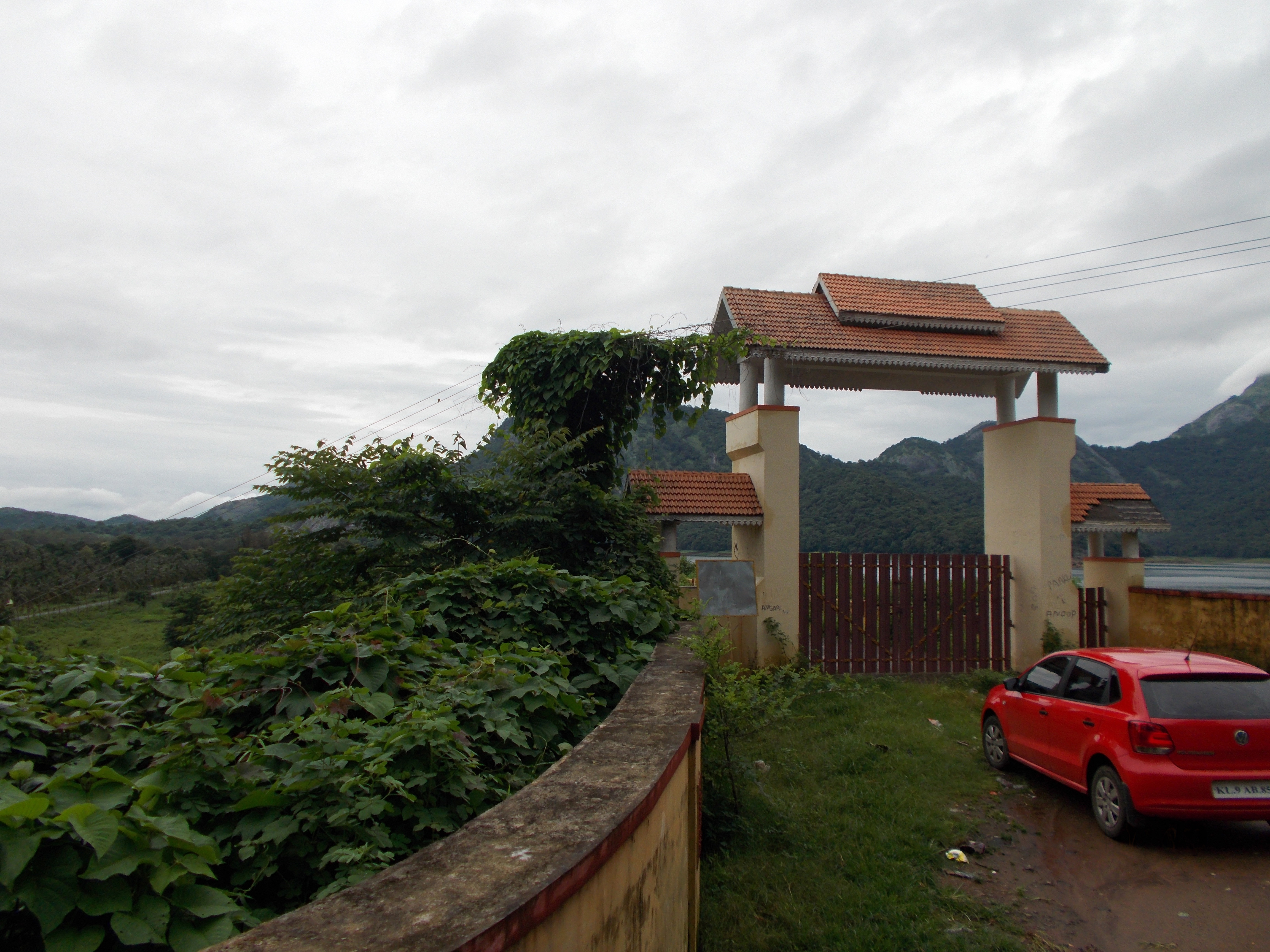
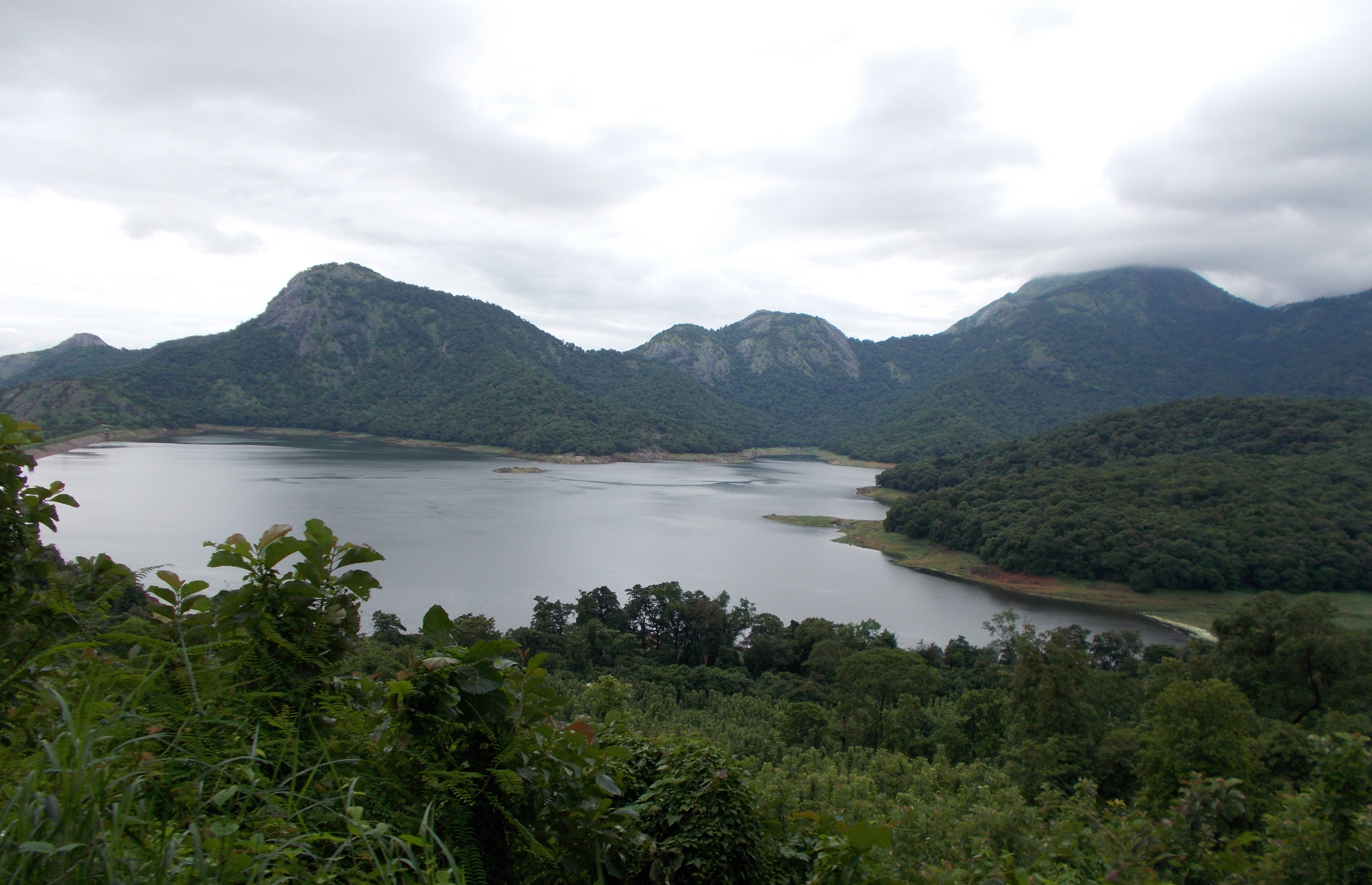